# 토요드라마 24

토요드라마 24(일본어: 土曜ドラマ24 どようドラマトゥウェンティーフォー[*])는 TV 도쿄 계열의 드라마이다.

## 작품 소개
- 《낮의 세인트 술》
- 《토쿠야마 다이고로를 누가 죽였습니까?》
- 《잠입 수사 아이돌·형사 댄스》
- 《은과 금》
- 《마사지 형사 조》
- 《이자카야 후지》
- 《프린지 맨~애인 만드는 법 가르쳐드립니다~》
- 《전영소녀-VIDEO GIRL AI 2018-》